# Morave
Le morave (moravščina) est la dénomination donnée aux parlers slaves vernaculaires de Moravie, une région historique d'Europe centrale formant aujourd'hui la partie orientale de la Tchéquie. 
Traditionnellement, la plupart des parlers moraves sont considérés comme des variétés du tchèque, certains parlers orientaux comme des variétés du slovaque. Une partie des locuteurs natifs cependant regardent le morave comme une langue séparée. En 2011, 108 469 personnes ont déclaré utiliser le morave comme langue maternelle.